# Chongoni
Chongoni – góra w Malawi, około 25 km na północ od miasta Dedza, o wysokości bezwzględnej 2224 m n.p.m. Góra i otaczające ją wzgórza porośnięte są typowym dla tego regionu suchym lasem typu miombo, który ustanowiono rezerwatem przyrody. Na terenie tym odkryto liczne malowidła naskalne, które w 2006 roku zostały wpisane na listę światowego dziedzictwa UNESCO. 

## Malowidła naskalne
W regionie Chongoni natrafiono na 127 stanowisk sztuki naskalnej, co czyni ten obszar największym skupiskiem malowideł jaskiniowych w Afryce Środkowej. Malowidła te do dzisiaj są częścią żywej tradycji ludu Chewa. 
Rysunki znajdujące się pod nawisami i na dużych blokach skalnych powstały w dwóch wyraźnie różnych okresach historii. Starsze, czerwone malowidła są dziełem pigmejskiego ludu Batwa, a ich wiek datuje się nawet na 2,5 tysiąca lat. Przedstawiają przeważnie abstrakcyjne figury geometryczne, takie jak promieniste wieńce, okręgi, równoległe linie itp. Cecha ta odróżnia je od naturalistycznych malowideł innych społeczności łowiecko-zbierackich w południowej i środkowej Afryce. Przypuszcza się, że inne było też ich zastosowanie – mogły mieć znaczenie rytualne przy sprowadzaniu deszczu lub składaniu ofiar w kulcie płodności.
Młodsze, białe malowidła mają najwyżej tysiąc lat. Przypuszcza się nawet, że wiele z nich zostało sporządzonych dopiero w XIX i XX wieku przez członków ludu Chewa. Jest to jeden z rzadkich przykładów praktykowania malarstwa naskalnego przez społeczności rolnicze. Starsze rysunki przedstawiają zapewne mitologiczne postacie zwierząt, były zapewne wykonywane przez kobiety i wiązane są z kobiecymi rytuałami przejścia. Dokładne ich znaczenie wciąż jednak utrzymywane jest przez lud Chewa w tajemnicy.
Najmłodsze malowidła przedstawiają zwierzęta w maskach i mają związek z wciąż jeszcze istniejącymi tajnymi społecznościami Nyau, których członkowie praktykują tańce w maskach w czasie ceremonii pogrzebowych. Stowarzyszenia te są istotnym elementem tożsamości plemiennej Chewa, zwłaszcza począwszy od XIX wieku, od kiedy datuje się postępującą kolonizację europejską oraz napór napływającej z południa ludności Ngoni. Chociaż dawne rytuały wciąż praktykowane są w pobliżu malowideł, sama tradycja sztuki naskalnej jest już prawdopodobnie martwa.
Góra Chongoni i otaczające ją wzgórza od 1924 roku objęte są ochroną w ramach rezerwatu przyrody. Pierwsze naukowe opisy malowideł zostały opublikowe dopiero w latach 50. XX wieku. W 1969 roku pięć jaskiń Chentcherere ustanowiono chronionymi pomnikami narodowymi i udostępniono je zwiedzającym.